# 名無しの男
名無しの男（イタリア語: Uomo senza nome 英語: Man with No Name）は、西部劇のストックキャラクターである。多くの場合、セルジオ・レオーネ監督の「ドル箱三部作」とも呼ばれる『荒野の用心棒』『夕陽のガンマン』『続・夕陽のガンマン』の3作品でクリント・イーストウッドが演じた役を表す。
2008年、「エンパイア」で“名無しの男”は最も有名な映画のキャラクターの43位に選ばれた。

## 登場

### 映画
- 『荒野の用心棒』（1964年）
- 『夕陽のガンマン』（1965年）
- 『続・夕陽のガンマン』（1966年）

### 書籍
名無しの男を主人公としたコミックがいくつか存在する。アメリカのコミック会社ダイナマイト・エンターテイメントは2008年に『続・夕陽のガンマン』の後日談の物語を発表した。ダイナマイト社はシリーズを終わらせ The Good, The Bad, and the Ugly （『続・夕陽のガンマン』の英題）の題名で新シリーズを作成した。しかし、新シリーズはこの題名にもかかわらず、映画とは無関係のものとなっている。
スティーヴン・キングは名無しの男を、彼の著作である『ダーク・タワー』シリーズのメインキャラクターでありガンスリンガーとしても知られるローランド・デスチェインの参考にしたと述べた。

## コンセプトと創造

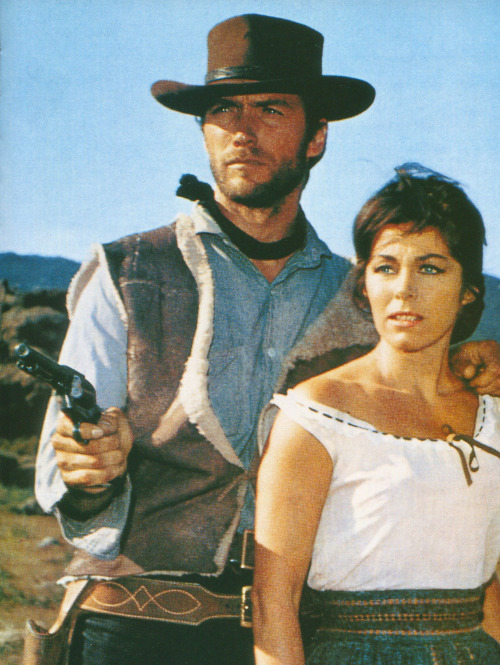
『荒野の用心棒』の名無しの男

『荒野の用心棒』は黒澤明監督の『用心棒』を基に制作された。そのため、このキャラクターは『用心棒』で三船敏郎が演じた型破りの浪人を参考にしている。この2人のキャラクターには無口、粗野、皮肉屋、流れ者、凄腕といった共通点がある。また、普通の正義漢でないところやある武器の達人というところ（三船は日本刀、イーストウッドはリボルバー）も同じである。
イーストウッドの演じたキャラクターもまた、三船の浪人役と同じで本名不詳である。三船演じる浪人は名を聞かれたときに『用心棒』では“桑畑三十郎”と（桑畑を見ながら）、『椿三十郎』では“椿三十郎”と（ツバキを見ながら）、偽名で答えている。また、三船は映画の中でよく懐手（腕を着物の中に隠す）をしているが、イーストウッドの手もポンチョで隠れている。イーストウッドも、『荒野の用心棒』に出演する前に『用心棒』を観て、黒澤監督と登場人物に感銘を受けたと語っている。『荒野の用心棒』では彼は三船を完璧に真似ようとはしなかった。むしろ、脚本の一部のセリフを削ってさらに無口で謎めいた男に仕上げた。3部作が進むにつれて、このキャラクターは更にセリフが少なく、ストイックになっていった。
なお、『用心棒』自体がダシール・ハメットの『血の収穫』が基になっていると言われている。黒澤研究家のデイヴィッド・デサーと映画評論家のマニー・ファーバーは、はっきりと『血の収穫』が基であるとしている。レオーネも
"黒澤の『用心棒』はアメリカのハードボイルド小説が基になっている。だから私が物語の舞台を元に戻した"
と語っている。黒澤は、ハメットを映画のクレジットには加えなかったが、彼自身も参考にしたことを認めている。ハメットの『血の収穫』の主人公の名は不明 ― 名無し ― 探偵事務所で働くコンチネンタル・オプとだけ明かされている。
その後ブルース・ウィリス主演で『ラストマン・スタンディング』（1996年）という映画が制作されているがこれは『用心棒』の公式リメイク作品である。
イーストウッドの監督、主演作『ペイルライダー』の主人公も劇中、名前は明かされない。原語の英語では「Preacher」、日本語吹替・字幕では「牧師さん」と呼ばれ、名無しの男のまま舞台の街を去っていく。

### あだ名
- 『荒野の用心棒』では“ジョー”と呼ばれる。
- 『夕陽のガンマン』では“モンコ”（スペイン語：“片腕”）、射撃のとき以外はほとんど左腕しか使わない事から。
- 『続・夕陽のガンマン』では、イタリア語の脚本だと「ジョー」と名付けられているが、劇中ではテュコが“ブロンディ”（金髪）のあだ名で呼んでいる。インターナショナル版でカットされたシーンでは北軍の大尉が彼に名前を聞いている。その時彼はテュコと同じく返事をしなかった。その後大尉が別の話を始めた。
- 『ペイルライダー』では英語で“Preacher”、日本語吹替・字幕で“牧師さん”と呼ばれる。